# Bernice Madigan
Bernice Madigan (nascida Emerson; 24 de julho de 1899 – 3 de janeiro de 2015) foi uma supercentenária americana que era a residente viva mais velha de Massachusetts. Em sua morte, ela era a quinta pessoa viva verificada mais velha do mundo e quarta pessoa viva verificada mais velha dos Estados Unidos. Ela é um dos 100 centenários em The Archon Genomics XPRIZE.

## Biografia
Bernice nasceu em 24 de julho de 1899 em West Springfield, Massachusetts, filha de Harry Emerson e Grace Bennett. Quando ela tinha 6 anos, ela se mudou para Cheshire. Graduou-se no Adams High School em 1918, e mudou-se para Washington, D.C., onde trabalhou como uma secretária para a administração dos veteranos, então o Departamento do Tesouro.
Bernice era republicana ao longo da vida, participou da Inauguração de Warren G. Harding em 1921 e citou Dwight D. Eisenhower e Ronald Reagan como seus presidentes favoritos. Bernice casou com Paul Madigan em 10 de setembro de 192 em Washington, D.C.. Paul morreu em 1976. Ela voltou para Cheshire de Silver Spring, Maryland, em 2007.
Bernice não tomava nenhum remédio, nem uma vitamina diária. Ela morreu em seu sono às 2 da manhã em 3 de janeiro de 2015 aos 115 anos.